# Brigsby Bear
Brigsby Bear è un film del 2017 diretto da Dave McCary.
Si tratta di una commedia drammatica scritta e interpretata da Kyle Mooney, affiancato da Claire Danes, Mark Hamill, Greg Kinnear e Andy Samberg.

## Trama
Quando era ancora un neonato, James Pope è stato rapito dall'ospedale dove è nato ed è cresciuto completamente isolato dal mondo. L'unica cosa che ha conosciuto è stato Brigsby Bear, un orso gigante protagonista di una serie TV per bambini creata apposta dalla coppia di squilibrati che lo ha cresciuto. Quando l'FBI riesce a liberarlo, James, ormai adulto, deve confrontarsi con la vita reale e un mondo che non ha mai conosciuto, scoprendo che Brigsby Bear non esiste. James inizia a girare un film per dare un finale al suo eroe.

## Produzione
Il film è stato girato interamente a Salt Lake City ad agosto 2016.

## Distribuzione
Il film è stato presentato in anteprima al Sundance Film Festival 2017, successivamente è stato proiettato al Festival di Cannes 2017 nella sezione Settimana internazionale della critica.
È stato distribuito nelle sale cinematografiche statunitensi il 28 luglio 2017 dalla Sony Pictures Classics.

## Accoglienza
Il film è stato accolto in maniera molto positiva dalla critica su Rotten Tomatoes ha un indice di gradimento del 85% su 46 recensioni.

## Riconoscimenti
- 2017 - Provincetown International Film Festival
  - John Schlesinger Award - Regista esordiente a Dave McCary
- 2017 - National Board of Review Awards[3]
  - Migliori dieci film indipendenti